# Wen Yang (Tres Regnes)
|  | Per altres persones anomenades igual, vegeu Wen Yang |

En aquest nom xinès, el cognom és Wen.
Wen Yang (238-291 EC) va ser un general militar de Cao Wei durant el període dels Tres Regnes de la història xinesa. Wen Yang hi va ser el fill de Wen Qin. Es diu que el nom real de Wen Yang era When Shu, però que es va quedar "Yang" com el seu nom d'infantesa a l'entrar en l'edat adulta.
Wen Yang brandia el seu famós fuet d'acer i se li va comparar amb Zhao Yun per la seva habilitat incomparable en la batalla. Wen Yang a soles es va enfrontar a molts soldats que estaven sota les ordres de Sima Shi mentre acudia en l'ajuda del líder rebel Guanqiu Jian. Després que Wen Qin va acabar sent mort, Yang va passar a unir-se a Cao Wei.

## Família
- Pare: Wen Qin
- Germà: Wen Hu